# Гольмсдорф
Гольмсдорф (нем. Golmsdorf) — община в Германии, в земле Тюрингия. 
Входит в состав района Заале-Хольцланд. Подчиняется управлению Дорнбург-Камбург.  Население составляет 662 человека (на 31 декабря 2010 года). Занимает площадь 7,61 км².
Коммуна подразделяется на 10 сельских округов.